# Chris Nicholl
Christopher John „Chris“ Nicholl (* 12. Oktober 1946 in Wilmslow; † 24. Februar 2024 in Southampton) war ein in England geborener, nordirischer Fußballspieler und -trainer. Der Innenverteidiger absolvierte in seiner Profikarriere mehr als 700 Pflichtspiele und war vor allem als Stammspieler in der ersten Liga von Aston Villa und dem FC Southampton bekannt. Mit den „Villans“ gewann er zweimal den Ligapokal. Darüber hinaus absolvierte er 51 A-Länderspiele zwischen 1974 und 1983 für die nordirische Nationalmannschaft und war Teil des Kaders der WM-Endrunde 1982 in Spanien. Dort kam er in allen fünf Spielen in der Gruppenphase und Zwischenrunde zum Einsatz.

## Sportlicher Werdegang

### Vereinskarriere
Nicholl war bereits in jungen Jahren ein groß gewachsener Abwehrspieler mit beeindruckender Präsenz und wurde von den Scouts des FC Burnley entdeckt, als er für seine Schule in Macclesfield Fußball spielte. Im Jahr 1963 schloss er sich der Jugendabteilung der „Clarets“ an, konnte sich aber nicht für den Profibereich empfehlen. Stattdessen heuerte er im Jahr 1966 in der unterklassigen Cheshire League bei Witton Albion an, bevor er zwei Jahre später dem Viertligisten Halifax Town auffiel, der 1.250 Pfund für Nicholl ausgab. Trainer war Alan Ball, dessen gleichnamiger Sohn zwei Jahre zuvor Weltmeister geworden war.
Auf Anhieb gewann Nicholl mit Halifax die Viertliga-Vizemeisterschaft und stieg damit in die dritte Liga auf. Das gleiche Kunststück gelang ihm in der Folgesaison 1969/70 mit dem Drittligisten Luton Town. Dorthin war Nicholl im August 1969 für 30.000 Pfund gewechselt und in dem Team, das von Toptorjäger Malcolm Macdonald angeführt wurde, gelang über den zweiten Platz der Aufstieg in die Zweitklassigkeit. Dort konnte sich der Klub in den folgenden beiden Jahren stabil halten und Nicholl war mit 70 Ligapartien Stammspieler, bevor es ihn noch vor Ablauf der Saison 1971/72 für 90.000 Pfund zu Aston Villa zog. Der Traditionsklub war im Jahr 1970 erstmals in der Vereinsgeschichte in die dritte Liga abgerutscht, konnte jedoch mit der Verstärkung von Nicholl ab März 1972 als Drittligameister den ersten Schritt zurück in die oberste englische Spielklasse machen. Als neuer Schlüsselspieler in der Abwehrmitte von Aston Villa gelang Nicholl mit dem Team in der Saison 1974/75 der ersehnte Aufstieg in die First Division (als Vizemeister hinter Manchester United). Weiterer Meilenstein war im selben Jahr der Gewinn des Ligapokals mit den „Villans“ gewesen, als im Finale Norwich City mit 1:0 besiegt werden konnte. Nicholl war dabei ebenso in der Startelf wie zwei Jahre später im selben Wettbewerb. Das 1977er Duell gegen den FC Everton wurde erst in der dritten Auflage (nach zwei Remis) entschieden und Nicholl, der mittlerweile zum Kapitän befördert worden war, glich in der 80. Minute zum zwischenzeitlichen 1:1 aus – letztlich gewann Aston Villa mit 3:2 nach Verlängerung. Da sich die „Villans“ zudem mit Rang 4 in der Saison 1976/77 unter den englischen Top-Teams zurückgemeldet hatte, überraschte Nicholl im Juni 1977 mit seinem Wechsel zum Zweitligisten FC Southampton.
Bei dem Transfer zu den „Saints“ profitierte er von seinem Ruf, gemäß seiner Vita einen direkten Aufstieg quasi zu „garantieren“. So handelte er mit Trainer Lawrie McMenemy einen üppigen Bonus für den Aufstieg in die erste Liga aus. Das Vorhaben gelang und der FC Southampton kehrte über den Vizetitel im Jahr 1978 in die höchste englische Spielklasse zurück; Nicholl hatte dazu 39 von 42 Zweitligapartien beigetragen. In den folgenden fünf Jahren blieb Nicholl Stammspieler bei dem First-Division-Klub und sorgte für das solide Rückgrat in einer Mannschaft, die mit mehreren „spektakuläreren“ Offensivakteuren gespickt war. Nach einer „dauerpräsenten“ Saison 1982/83 wechselte er im Alter von 36 Jahren noch einmal zum Zweitligisten Grimsby Town. In der Saison 1978/79 hätte er fast seinen „Ligapokal-Hattrick“ komplettiert, dann jedoch im Finale mit 2:3 gegen Nottingham Forest verloren.
Nicholl führte Grimsby in der Saison 1983/84 auf den fünften Abschlusstabellenrang, der die höchste Platzierung des Klubs nach 36 Jahren war. Nach insgesamt zwei Jahren in Grimsby, wobei er auch im Trainerstab mitarbeitete, beendete er seine aktive Laufbahn nach mehr als 700 Pflichtspielen für fünf Profiklubs.

### Nordirische Nationalmannschaft
Nicholl absolvierte insgesamt 51 A-Länderspiele für Nordirland, wobei diese Zahl relativ gering ist unter Berücksichtigung der Tatsache, dass er bei seinem Debüt bereits 28 Jahre alt war. Hier erzielte er am 30. Oktober 1974 in der Europameisterschaftsqualifikation gegen Schweden (2:0) bereits nach sieben Minuten sein erstes Tor. Ihm sollten in den 50 weiteren Partien nur noch zwei weitere Treffer gelingen, davon eines im Mai 1979 gegen Bulgarien (2:0) und das andere im Juni 1980 gegen Australien (2:1).
Höhepunkt war seine Teilnahme an der WM-Endrunde 1982 in Spanien unter Trainer Billy Bingham, als er in der Gruppenphase und der Zwischenrunde alle fünf Spiele bestritt (wie auch sein Cousin Jimmy). Darunter war der überraschende 1:0-Sieg gegen den Gastgeber, der die Qualifikation für die Zwischenrunde sicherstellte. Gut anderthalb Jahre später verabschiedete er sich am 12. Oktober 1983 (also an seinem 37. Geburtstag) mit einer 0:1-Niederlage in der Türkei.

### Trainerstationen
Nach dem Weggang von Trainer McMenemy in Southampton wurde Nicholl überraschend zu seinem Nachfolger ernannt. Obwohl er als Erstligatrainer ein Neuling war, hielt er den Verein über sechs Jahre in der First Division und sorgte dafür, dass sich aufregende Offensivtalente wie Alan Shearer, Matthew Le Tissier und Rod Wallace entwickeln konnten. Nach seiner Entlassung im Jahr 1991 schloss er sich im Jahr 1994 dem Viertligisten FC Walsall an und führte diesen auf Anhieb zum Aufstieg in die dritte Liga. Dort hielt er die Mannschaft zweimal in der oberen Tabellenhälfte und verließ den Klub anschließend aus „familiären Gründen“. Zum Ende der 1990er-Jahre arbeitete er gleichsam für die nordirische U21-Auswahl und war Assistent für McMenemy bei der A-Nationalmannschaft.
Später machte Nicholl in der BBC-Dokumentation „Demenz, Fußball und ich“, die von Alan Shearer moderiert wurde, von sich reden. Nicholl beschrieb dort sein Krankheitsbild, das er als „Hirnschädigung durch Kopfbälle“ beschrieb. Im Alter von 77 Jahren verstarb er am 24. Februar 2024 in Southampton.

## Titel/Auszeichnungen
- Englischer Ligapokal (2): 1974/75, 1976/77
- British Home Championship (1): 1979/80